# Copa Libertadores Femenina 2013
Die Copa Libertadores Femenina 2013 war die fünfte Austragung des einzigen internationalen Frauenfußballwettbewerbes für Vereinsmannschaften des südamerikanischen Kontinentalverbandes CONMEBOL. Der Wettbewerb wurde in einem zweiwöchigen Turniermodus in Brasilien zwischen dem 27. Oktober. und 7. November 2013 ausgetragen. Sämtliche Partien des Turnieres wurden – anders als bei der Herren-Ausgabe – ohne Rückspiele ausgetragen.

## Teilnehmende Mannschaften
| Land        | Verein                    | Qualifikationsgrund                          |
| ----------- | ------------------------- | -------------------------------------------- |
| Argentinien | CA Boca Juniors           | Meister der Saison 2012/13                   |
| Bolivien    | Mundo Futuro FC           | Meister der Saison 2013                      |
| Brasilien   | São José EC               | Sieger der Copa do Brasil Feminino 2012      |
| Brasilien   | Foz Cataratas FC          | vom Gastgeberverband nominiert               |
| Chile       | CSD Colo-Colo             | Titelverteidiger und Meister der Saison 2013 |
| Chile       | Everton de Viña del Mar   | Vizemeister der Saison 2013                  |
| Kolumbien   | CD Formas Íntimas         | Gewinner der Copa Pre-Libertadores 2013      |
| Ecuador     | Rocafuerte FC             | Meister der Saison 2013                      |
| Paraguay    | Cerro Porteño             | Meister der Saison 2013                      |
| Peru        | JC Sport Girls            | Meister der Saison 2013                      |
| Uruguay     | Nacional Montevideo       | Meister der Saison 2013                      |
| Venezuela   | Estudiantes de Guárico FC | Meister der Saison 2012/13                   |

## Spielstätten
| Foz do Iguaçu     | Foz do Iguaçu       |
| ----------------- | ------------------- |
| Estádio do ABC    | Estádio Pedro Basso |
| Kapazität: 12.560 | Kapazität: 6.000    |

## Turnierverlauf

### Vorrunde

#### Gruppe A
| Pl. | Verein              | Sp. | S | U | N | Tore    | Diff. | Punkte |
| --- | ------------------- | --- | - | - | - | ------- | ----- | ------ |
| 1.  | CSD Colo-Colo       | 3   | 2 | 1 | 0 | 016:400 | +12   | 07     |
| 2.  | Mundo Futuro FC     | 3   | 2 | 1 | 0 | 007:400 | +3    | 07     |
| 3.  | Nacional Montevideo | 3   | 1 | 0 | 2 | 005:100 | −5    | 03     |
| 4.  | JC Sport Girls      | 3   | 0 | 0 | 3 | 002:120 | −10   | 0      |

Die Spiele der Gruppe A werden in Montevideo ausgetragen.
| 27. Oktober 2013    |     |                     |
| Mundo Futuro FC     | 1:0 | JC Sport Girls      |
| CSD Colo-Colo       | 5:1 | Nacional Montevideo |
| 29. Oktober 2013    |     |                     |
| Nacional Montevideo | 1:3 | Mundo Futuro FC     |
| CSD Colo-Colo       | 8:0 | JC Sport Girls      |
| 31. Oktober 2013    |     |                     |
| Nacional Montevideo | 3:2 | JC Sport Girls      |
| CSd Colo-Colo       | 3:3 | Mundo Futuro FC     |

#### Gruppe B
| Pl. | Verein                  | Sp. | S | U | N | Tore    | Diff. | Punkte |
| --- | ----------------------- | --- | - | - | - | ------- | ----- | ------ |
| 1.  | São José EC             | 3   | 3 | 0 | 0 | 004:000 | +4    | 09     |
| 2.  | Cerro Porteño           | 3   | 2 | 0 | 1 | 011:400 | +7    | 06     |
| 3.  | Rocafuerte FC           | 3   | 1 | 0 | 2 | 003:400 | −1    | 03     |
| 4.  | Everton de Viña del Mar | 3   | 0 | 0 | 3 | 001:110 | −10   | 0      |

Die Spiele der Gruppe B werden in Montevideo ausgetragen.
| 27. Oktober 2013 |     |               |
| Rocafuerte FC    | 1:0 | Everton       |
| São José EC      | 1:0 | Cerro Porteño |
| 29. Oktober 2013 |     |               |
| Cerro Porteño    | 3:2 | Rocafuerte FC |
| São José EC      | 2:0 | Everton       |
| 31. Oktober 2013 |     |               |
| Cerro Porteño    | 8:1 | Everton       |
| São José EC      | 1:0 | Rocafuerte FC |

#### Gruppe C
| Pl. | Verein                    | Sp. | S | U | N | Tore    | Diff. | Punkte |
| --- | ------------------------- | --- | - | - | - | ------- | ----- | ------ |
| 1.  | CD Formas Íntimas         | 3   | 2 | 1 | 0 | 006:200 | +4    | 07     |
| 2.  | Estudiantes de Guárico FC | 3   | 1 | 1 | 1 | 003:400 | −1    | 04     |
| 3.  | CA Boca Juniors           | 3   | 1 | 0 | 2 | 005:600 | −1    | 03     |
| 4.  | Foz Cataratas FC          | 3   | 0 | 2 | 1 | 003:500 | −2    | 02     |

Die Spiele der Gruppe C werden in Colonia del Sacramento ausgetragen.
| 28. Oktober 2013          |     |                           |
| Estudiantes de Guárico FC | 0:2 | CD Formas Íntimas         |
| Foz Cataratas FC          | 1:3 | CA Boca Juniors           |
| 30. Oktober 2013          |     |                           |
| CA Boca Juniors           | 1:2 | Estudiantes de Guárico FC |
| Foz Cataratas FC          | 1:1 | CD Formas Íntimas         |
| 1. November 2013          |     |                           |
| CA Boca Juniors           | 1:3 | CD Formas Íntimas         |
| Foz Cataratas FC          | 1:1 | Estudiantes de Guárico FC |

### Bester Zweitplatzierter
| Pl. | Verein                    | Sp. | S | U | N | Tore    | Diff. | Punkte |
| --- | ------------------------- | --- | - | - | - | ------- | ----- | ------ |
| 1.  | Mundo Futuro FC           | 3   | 2 | 1 | 0 | 007:400 | +3    | 07     |
| 2.  | Cerro Porteño             | 3   | 2 | 0 | 1 | 011:400 | +7    | 06     |
| 3.  | Estudiantes de Guárico FC | 3   | 1 | 1 | 1 | 003:400 | −1    | 04     |

### Finalrunde

#### Halbfinale
| Datum           |                   | Ergebnis        |                 | Ort            |
| --------------- | ----------------- | --------------- | --------------- | -------------- |
| 4. Oktober 2013 | CSD Colo-Colo     | 1:1 (0:3 i. E.) | São José EC     | Estádio do ABC |
| 4. Oktober 2013 | CD Formas Íntimas | 4:1             | Mundo Futuro FC | Estádio do ABC |

#### Spiel um Platz 3
| Datum            |               | Ergebnis |                 | Ort            |
| ---------------- | ------------- | -------- | --------------- | -------------- |
| 7. November 2013 | CSD Colo-Colo | 6:3      | Mundo Futuro FC | Estádio do ABC |

#### Finale
| São José EC                                        | São José EC | CD Formas Íntimas | CD Formas Íntimas |
| -------------------------------------------------- | --- | --- | ----------------- |
| São José EC                                        | \| 7. November 2013 in Foz do Iguaçu (Estádio do ABC) \| \| Ergebnis: 3:1 (2:1) \| \| Schiedsrichterin: Gabriela Bandeira ( Uruguay) \| | \| 7. November 2013 in Foz do Iguaçu (Estádio do ABC) \| \| Ergebnis: 3:1 (2:1) \| \| Schiedsrichterin: Gabriela Bandeira ( Uruguay) \| | CD Formas Íntimas |
| São José EC                                        | 1:1 Priscila Rossetti (11.) 2:1 Dani Silva (20.) 3:1 Gislaine (53.)                                                                     | 0:1 Diana Ospina (10.) | CD Formas Íntimas |
| 7. November 2013 in Foz do Iguaçu (Estádio do ABC) | | |                   |
| Ergebnis: 3:1 (2:1)                                | | |                   |
| Schiedsrichterin: Gabriela Bandeira ( Uruguay)     | | |                   |

## Siegermannschaft
| São José EC | |
| São José EC | - Tor: Kaká, Thaís Helena - Abwehr: Poliana, Gislaine, Mari Pereira, Dani Silva, Fabi Simões, Bruninha, Janaína Cavalcante, Paulinha - Mittelfeld: Michele Nunes, Formiga , Priscila Rossetti, Francielle, Michele Carioca, Maglia, Carlinha - Sturm: Alanna Larissa, Giovânia - Trainer: Márcio Oliveira |

## Statistik

### Beste Torschützinnen
| Rang | Spielerin        | Klub              | Tore |
| ---- | ---------------- | ----------------- | ---- |
| 1    | Maitte Zamorano  | Mundo Futuro FC   | 7    |
| 2    | Estefanía Banini | CSD Colo-Colo     | 6    |
| 3    | Ysela Cuesta     | CD Formas Íntimas | 4    |